# Château de Tournoël
Le château de Tournoël est un ancien château fort situé à Volvic en France.
Il fait l'objet d'un classement au titre des monuments historiques par la liste de 1889.
D'abord forteresse des comtes d'Auvergne, son siège en 1213 mettra fin à la guerre entre Guy II et Philippe Auguste et marquera le rattachement d'une majorité du comté d'Auvergne au domaine royal. Par la suite possession royale le château passera finalement entre les mains de différentes familles de l'aristocratie, des Maulmont jusqu'aux Chabrol.

## Localisation
Le château de Tournoël est bâti sur un contrefort du puy de la Bannière, sur un éperon rocheux à 594 m d'altitude surplombant la plaine de la Limagne, à 1,5 km au nord de la commune de Volvic dans le département du Puy-de-Dôme en région Auvergne-Rhône-Alpes.
Objectif stratégique
Le château, en surplombant la plaine de la Limagne, surveillait les environs de la bonne ville de Riom, capitale marchande et judiciaire de Basse-Auvergne, ainsi que l'abbaye de Mozac. Dans un rayon de 5 km, Tournoël était donc un contre-pouvoir seigneurial dans ce triptyque de puissances consulaires, royales et religieuses.
Son isolement sur cette avancée volcanique assurait également une sécurité accrue pour s'y replier. D'ailleurs, le château de Tournoël était réputé « inexpugnable » ou « imprenable, défendu à l'extérieur par des pentes très élevées, des vallées très profondes, des tours et des murs multipliés, garni à l'intérieur d'hommes armés et de provisions », comme le décrit Guillaume Le Breton au début  du XIIIe siècle.

## Toponymie
L'origine du nom de « Tournoël » vient du nom de lieu gaulois (langue celtique) « Turno ialon », c'est-à-dire « la hauteur (torno) au-dessus de la plaine (ialon). »,.

### Mentions médiévales
L'écriture du nom sous la forme « Tournoël » est assez récente. Avant le XIXe siècle, on trouve dans les documents écrits en français les orthographes suivantes : Tournoille ; Tournoelle ; Torniel ; Tornoele ; Tornelle, etc. Les titres latins médiévaux donnent Tornolium ; Turnollia ou Turnoialium.
La première mention, qui remonte au XIe siècle, est en ancien occitan sous la forme Turnoile.

## Historique

### Bertrand de Tournoël
Les origines du château sont incertaines car aucun document n'existe avant le XIe siècle. La première mention d'un possesseur de Tournoël remonte aux années entre 1077 et 1095 contenue dans un document conservé aux archives départementales du Puy-de-Dôme. Dans cet acte, Bertrannus (Bertrand en français), seigneur de « Tournoile » (toponyme de l'époque), s'était emparé de l'église de Cébazat qu'il restitue au chapitre de chanoines de Clermont.

### Tournoël, une possession des comtes d'Auvergne

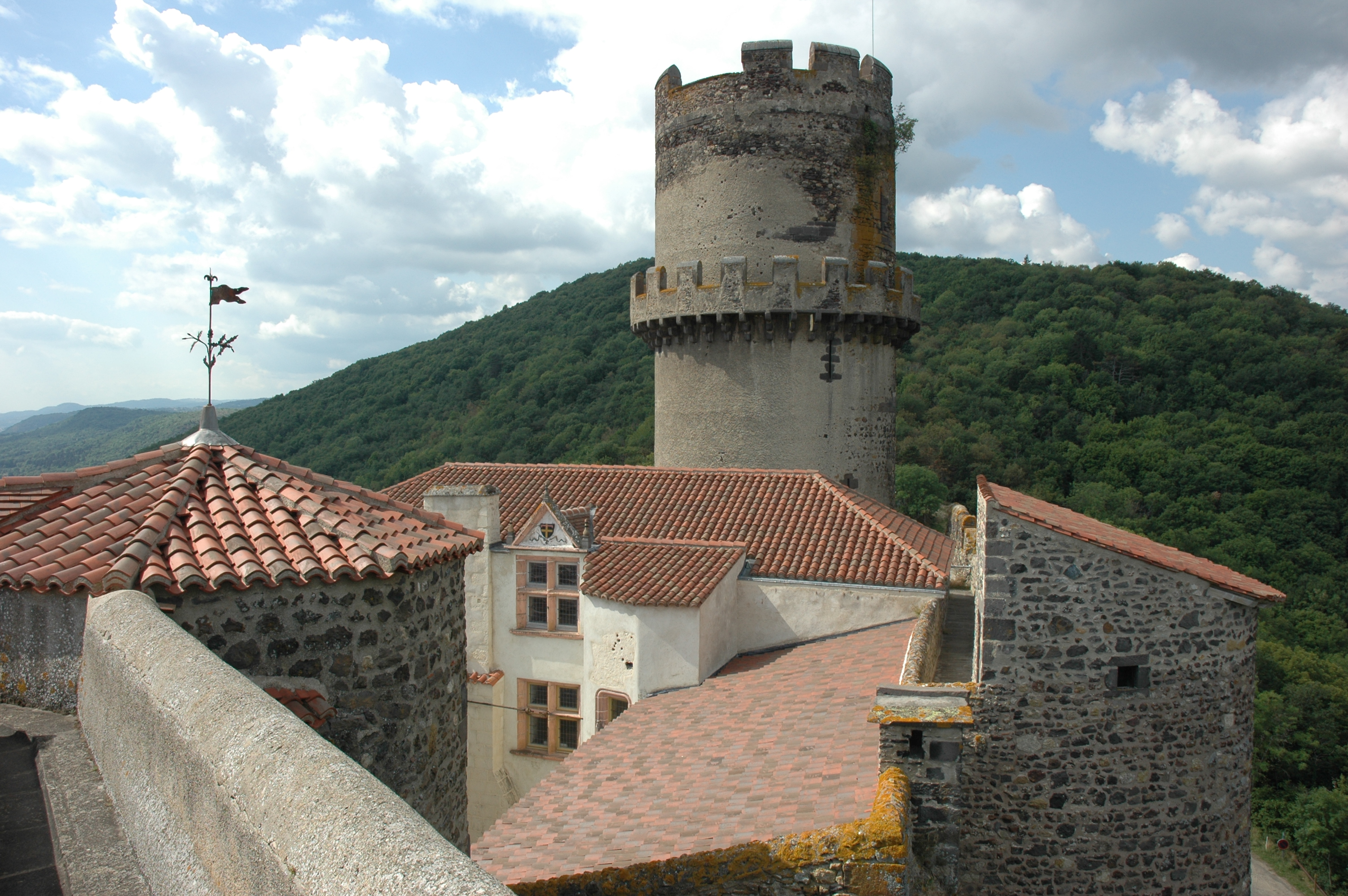
Château de Tournoël : dernière place forte tenue par le comte d'Auvergne.

Blason de et des comtes d'Auvergne : d'or au gonfanon de gueules frangé de sinople.

La famille des comtes d'Auvergne prend possession du château à une date inconnue. Guy II d'Auvergne le possède au moins depuis 1190.
Tandis que Guy II favorise les prétentions de Richard Cœur de Lion sur l'Auvergne, son frère Robert, évêque de Clermont, est partisan du roi Philippe Auguste. De ces tensions entre les deux frères, on retiendra la captivité à Tournoël de l'évêque de Clermont Robert en 1199.
En 1210 ou 1211, Guy II attaque l'abbaye de Mozac et son prieuré des moniales de Marsat. Bernard Itier, moine et bibliothécaire de l'abbaye Saint-Martial de Limoges (né vers 1163 et mort en 1225), raconte l'épisode dans sa Chronique : « Cette année (1211), Guy, comte d'Auvergne, détruisit de fond en comble le monastère de Mozac ; il emporta même le corps de saint Austremoine dans une de ses places. À cause de cela, il subit des mesures répressives de la part du roi de France ». En effet, le roi Philippe Auguste trouve le prétexte de l'attaque d'une abbaye royale, qu'il doit donc protéger, pour accaparer le comté d'Auvergne. Fin 1212, le roi envoie son armée commandée par Guy II de Dampierre, seigneur de Bourbon, qui assiège et prend le château de Tournoël.

### Le siège de Tournoël

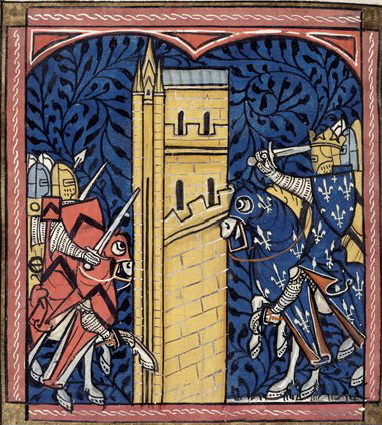
Guy II d'Auvergne combattant le roi de France Philippe Auguste. Chroniques de Saint-Denis, British Library.

À la suite de la prise de Riom et du comte dans cette même ville, il ne reste qu'un seul bastion libre de l'Auvergne, le château de Tournoël. La défense est organisée par Gualeran de Corbelles, mais sont également présents le fils du comte, Guillaume et son neveu, Albert.
Le siège se voit être compliqué pour les Français, les auvergnats ayant réussi à faire entrer des troupes et du ravitaillement et effectuant des sorties minant le moral des troupes royales.
À la suite des déboires de l'armée française à mener le siège le roi de France sonne la retraite. Les Auvergnats en profitent pour réaliser une sortie pour capturer les chevaux français. Or, les Français réussissent à se défendre et infligent de nombreuses pertes chez les Auvergnats et prennent de nombreux prisonniers dont Guillaume et son cousin Albert. Le commandant de la forteresse voyant le fils du comte capturé et ses troupes vaincues, se rend. Tournoël et le comté d'Auvergne sont définitivement tombés en décembre 1213.
Cet événement marque l'annexion d'une majorité de l'Auvergne au domaine royal de France. Guy II perd quasiment toutes ses possessions en Auvergne, ne conservant que la région autour de Vic-le-Comte. Philippe Auguste ordonne la restitution des biens appartenant à l'abbaye de Mozac.
C'est cet événement — le siège de Tournoël — qui permet d'annexer pour la première fois la Basse-Auvergne au domaine royal. Les territoires confisqués par le roi sont appelés « terre d'Auvergne ».

### Un château royal

Blason de Guy II de Dampierre : de gueules à deux léopards d'or.

En 1213, Guy de Dampierre prend donc possession du château au nom du roi.
Il adresse à son maître l'inventaire du château dans une missive datée du 20 décembre 1213.
Guy de Dampierre décède le 18 janvier 1216. Son fils Archambaud VIII de Bourbon lui succède et conserve la propriété de Tournoël, sur décision du roi.

Blason d'Alphonse de Poitiers : parti d'azur semé de fleurs de lys d'or et de gueules semés de château d'or.

En 1225, le roi Louis VIII prévoit de transmettre toutes ses possessions auvergnates à son fils Alphonse de Poitiers (qui deviendra à l'occasion comte d'Auvergne). Le comté d'Auvergne, tout comme le comté de Poitiers et la Saintonge, est donc concédé en apanage. Alphonse de Poitiers prend réellement possession de la terre d'Auvergne à sa majorité, en 1241. La ville de Riom devient la capitale de Basse-Auvergne à laquelle Alphonse accorde en 1270 une charte de franchise, appelée « l'Alphonsine ». Le prince Alphonse réside à plusieurs reprises dans son château de Riom mais aussi à Tournoël en 1251. À la suite de son décès en 1271, la terre d'Auvergne retourne au domaine royal.

### L'échange avec les héritiers de Géraud de Maulmont

Blason de la famille de Maumont : d'azur, au sautoir d'or cantonné de quatre tours d'argent maçonnées de sable.

En 1306, le roi Philippe le Bel conclut une convention avec les héritiers de Géraud de Maulmont (ou Maumont), une famille de haute noblesse limousine qui est possessionnée à Saint-Julien-Maumont. Tournoël, Châteauneuf et une partie de la seigneurie de Cébazat sont échangés contre des places stratégiques entre Limousin et Périgord, dont Bourdeilles, Châlus Chabrol et Châlus Maulmont (tous deux situés sur l'actuelle commune de Châlus), pour mieux contrer le domaine anglais d'Aquitaine en renforçant cette frontière.
Pierre de Maumont devient officiellement seigneur de Tournoël le 12 février 1313. Il décède en 1345 et n'a qu'une fille unique pour descendance, Marthe, qui transmet de fait le château à son mari, Géraud, seigneur de la Roche en Limousin.

### La famille de La Roche

Blason de la famille de La Roche : de gueules à trois fasces ondées d'argent.

Géraud de La Roche (1) décède à une date inconnue. C'est son fils, Hugues de La Roche qui hérite de Tournoël.
Hugues
Hugues avait épousé en 1343 Dauphine Rogier qui était la nièce du pape Clément VI et sœur du futur Grégoire XI. De ce fait, Hugues devient Recteur du Comtat Venaissin et maréchal de la Cour pontificale. En 1359, il est nommé capitaine général de Basse-Auvergne et lutte contre les Anglais pendant les épisodes de la guerre de Cent Ans. Il meurt en 1398, portant le titre de « grand chancelier de France ».
Hugues de La Roche renforce les fortifications du château de Tournoël, notamment le grand donjon circulaire du XIIIe siècle, auquel il ajoute le siècle suivant un chemin de ronde (vers les deux tiers de sa hauteur, sous la forme d'un parapet crénelé supporté par des mâchicoulis sur consoles) et un couloir de protection l'entourant à sa base. Généralement en position sommitale, le chemin de ronde et le mâchicoulis sont ici disposés plus bas car ils desservaient une zone de défense à leur niveau : un massif en éperon plaqué au-devant, face à l'attaque, était doté d'une terrasse de défense.
Nicolas
Son fils, Nicolas de La Roche, lui succède en 1398. Il épouse en 1404 Alix de Chauvigny, fille du seigneur de Château-Rocher. Ils ont un fils aîné, Jean de La Roche, qui épouse en 1419 Louise de La Fayette ; Jean reçoit Tournoël, sous réserve d'usufruit. Il est tué à la bataille de Verneuil en août 1424 à l'âge de 22 ans. Il laisse trois enfants. Lorsque Nicolas de La Roche meurt en 1428, ses autres fils contestent à la veuve de leur frère Jean la propriété de Tournoël. Après occupation du château, la sénéchaussée le met sous séquestre pour attendre le règlement de justice. En 1429, le château est remis à la veuve Louise de La Fayette et à ses enfants ; l'aîné, Antoine de La Roche obtient le château à sa majorité.
Antoine
Antoine de La Roche habite Tournoël avec Jeanne de Vieuville (cousine d'Agnès Sorel) qu'il avait épousée en 1448. C'est durant cette période que le couple embellit l'architecture intérieure de la forteresse pour la transformer en demeure (ouverture de fenêtres, décorations de style Renaissance, etc.).
Lorsqu'éclate la révolte des nobles, la ligue du Bien public, contre Louis XI, Antoine de La Roche ne s'associe pas aux partisans de Charles le Téméraire. Louis XI le récompense en le nommant conseiller et chambellan de la cour. Antoine de La Roche entre en rivalité avec Jean II, duc de Bourbon, son suzerain, qui avait participé à la ligue du Bien public. En 1478, comme Antoine refuse de lui rendre hommage, Jean II de Bourbon le fait incarcérer à Moulins, puis à la Conciergerie à Paris. Le duc de Bourbon met Tournoël sous séquestre et sa garde l'occupe. À cette occasion, on dresse un inventaire détaillé des meubles du château. Ce même inventaire fait état de quatorze couleuvriness, de cinq petit canons tirant des boulets de pierre, de deux ribaudequins.
Deux ans plus tard, en 1480, un arrêt du Parlement ordonne la restitution du château à Antoine de La Roche. Mais Jean de Bourbon saisit le château de Tournoël une nouvelle fois en 1487, sous prétexte que ses gens y auraient été malmenés ; un an plus tard, la saisie est levée.
Antoine décède en 1493.
Jean
Son fils Jean lui succède. Il est l'époux de Françoise de Talaru (famille forézienne).
Jean de La Roche épouse Françoise Dubois et meurt en 1501 en ne laissant qu'une fille :
Charlotte
Charlotte de La Roche de Tournoelle épouse le 22 janvier 1510 Jean d'Albon (1472-1559), deuxième fils de Guichard, seigneur de Saint-André et d'Ouches, et Anne de Saint-Nectaire, dont une fille Marguerite, qui suit, et deux fils Jacques (maréchal de France) et François (évêque de Limoges).

### La famille d'Albon de Saint-André
Jean

Blason de la famille d'Albon de Saint-André : de sable à la croix d'or, au lambel de trois pendants de gueules brochant sur le tout.

Jean d'Albon, seigneur de Saint-André, meurt en 1549.
Jacques

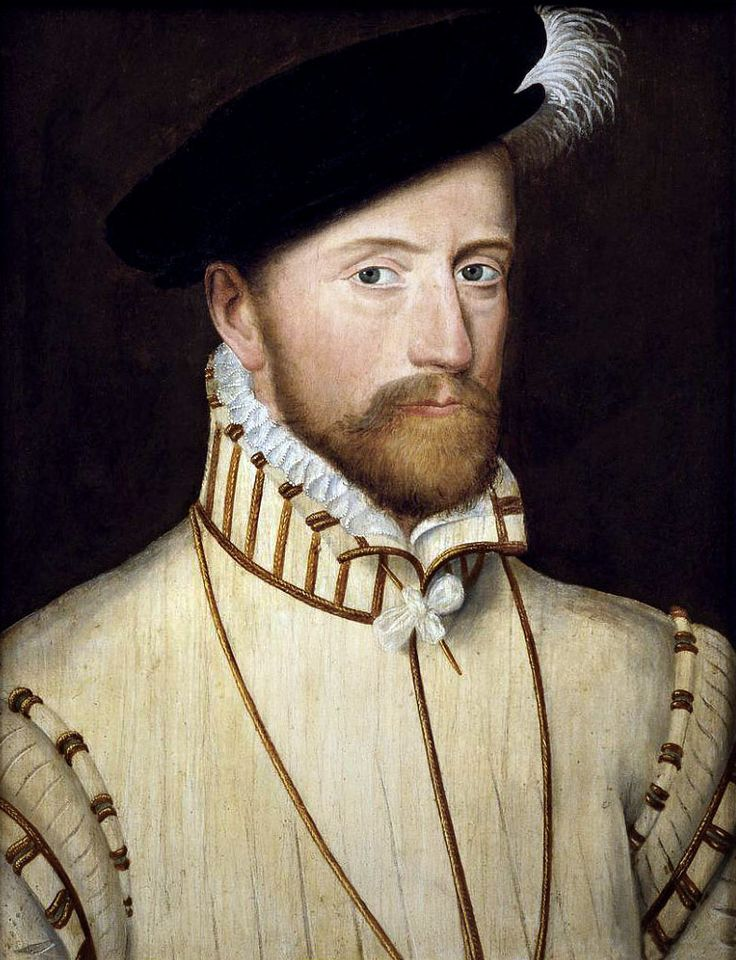
Portrait de Jacques d'Albon vers 1562 (musée national du château et des Trianons, Versailles).

C'est son fils Jacques, homme de guerre et favori de la cour, né vers 1505 au château de Saint-André en Roannais, qui hérite de Tournoël. Jacques épouse Marguerite de Lustrac, dame d'honneur de Catherine de Médicis. Jacques est fait maréchal de France en 1547 et sera connu dès lors sous le nom de « Maréchal de Saint-André ». Il se distingue dans les guerres contre les Espagnols et les guerres de Religion, car c'est le commencement des troubles de la Réforme en France.
Le 19 décembre 1562, il bat les huguenots à la bataille de Dreux, mais il en perd la vie. Il vient rarement dans sa propriété de Tournoël, sauf à l'occasion de son entrée dans la ville de Clermont-Ferrand, en sa qualité de nouveau gouverneur de l'Auvergne. Sa fortune immobilière est considérable et se compose de plus de cinquante châteaux. Il est d'ailleurs seigneur de Saint-André, marquis de Fronsac, comte de Vallery, baron d'Aubeterre, mais aussi dans le Puy-de-Dôme : baron d'Herment et seigneur de Miremont.
Marguerite
Jacques n'a qu'une seule héritière, Catherine d'Albon de Saint-André, demoiselle de Tournoël, demoiselle d'honneur de la reine Catherine de Médicis. Fiancée d'Henri le Balafré, le fils du duc de Guise, elle est morte mystérieusement en juin 1564, au couvent de Longchamp près de Paris. Son décès fait passer Tournoël en 1564 à sa tante, Marguerite d'Albon de Saint-André (sœur du maréchal de Saint-André) qui est veuve du baron Artaud de Saint-Germain d'Apchon, chevalier de l'ordre du roi, lieutenant général et gouverneur du Forez, Auvergne et Bourbonnais.

### La famille de Saint-Germain d'Apchon
Charles

Blason de la famille d'Apchon : d'or semé de fleurs de lys d'azur.

Un acte spécial daté de 1575 investit le fils d'Artaud de Saint-Germain d'Apchon, Charles, de la baronnie de Tournoël. Charles d'Apchon est né à Poncins le 12 mars 1546. Il se marie en 1579 avec Lucrèce de Gadagne, fille de Guillaume de Gadagne, seigneur de Bouthéon en Forez et sénéchal de Lyon, et de Jeanne de Sugny.
Le ménage de Charles d'Apchon et de Lucrèce de Gadagne réside au château de Tournoël, au moment où les événements des guerres de religion éclatent. À proximité, la ville de Riom et l'abbaye de Mozac soutiennent dans un premier temps le parti de la Ligue tandis que d'Apchon rejoint en 1582 l'armée royale.

### La famille de Montvallat
Gabrielle d'Apchon
Héritière de Tournoël, elle épouse le 9 juin 1645 au château d'Abret à Captial Jean-Charles de Montvallat.
Jean-Charles de Montvallat
Bien que seigneur, il est aussi un bandit qui est arrêté à son château de Tournoël, incarcéré à Clermont et condamné par les Grands jours d'Auvergne à 8 000 livres d'amende. Il aura trois fils et trois filles.
Pierre-Priest de Montvallat (1662-1724)
Il est reconnu pour avoir deux liaisons et des bâtards, avant de se marier en 1708 à Diane-Françoise de La Rochelambert, fille de Charles, seigneur de Montel et de Gilberte de Salers, qui lui donne trois filles :
- Françoise-Gilberte, mariée en 1734 à Charles-Joseph de Naucaze, fils de Claude, seigneur de Saint-Cernin, et de rose de Hautefort ;
- Claude, religieuse ursuline à Clermont ;
- Élisabeth, mariée en 1747 à Jean-Baptiste Dufau, fils de Jean, secrétaire du roi, seigneur de Saint-Cernin, et d'Isabeau de Pyronnenc de Saint-Chamarand.

### La famille de Naucaze
De son mariage en 1734 à Volvic avec Charles-Joseph de Naucaze, Françoise Gilberte de Montvallat eut trois enfants qui ne laissèrent pas de postérité :
- Jean-Baptiste, auquel on ne connaît pas d'alliance ;
- Gabrielle, mariée avec Antoine Jean Louis de Peyronnenc de Saint-Chamarand, seigneur de Veyrières (à Sansac dans le Cantal) ;
- Godefroy de Naucaze, baptisé le 2 août 1739 au château d'Azinières, à Salers, marié le 21 novembre 1764 dans la même ville, avec Marie-Françoise d'Escorailles, fille d'Annet de Scorailles de Mazerolles, baron de Salers, gouverneur pour le roi du château de Crèvecœur, en Haute-Auvergne. Il était seigneur pour moitié de Tournoël, ainsi que du château de Naucaze, à Saint-Julien de Maurs.

### La famille de Chabrol
Guillaume-Michel Chabrol (1714-1792), avocat du roi au présidial de Riom, descendant de Basmaison, auteur du meilleur commentaire de la Coutume d'Auvergne, conseiller d'État, anobli en 1767, par lettres patentes de Louis XV, est le dernier seigneur en titre de Tournoël. En effet, confirmant la nuit du 4 août 1789, le décret de la Convention nationale du 17 juillet 1793 « supprime sans indemnité toutes les redevances seigneuriales et les droits féodaux ».

### La famille Aguttes
Le château a été racheté en août 2000, aux descendants de la famille de Chabrol, par Claude Aguttes, commissaire-priseur. Depuis, il entreprend une restauration totale de l'édifice : couverture des salles, dallage des cours, remise en état des fenêtres, réfection des maçonneries.

## Description
Dans son état actuel, le château s'ouvre par une large basse-cour, peu fortifiée, seulement ceinte d'un mur, probablement du XVe siècle. La tour de la Garde du XVIe, ornée d'un étonnant appareil de bossages ronds ayant la forme de boulets ou rappelant celle d'une miche de pain, surnommée « tour au miche », défend le passage à la haute-cour.
Le château est constitué de deux espaces, chacun fait d'une enceinte contenant une tour-donjon. L'un de ces espaces, une tour d'habitation de plan rectangulaire, du XIIe siècle et modernisé aux XVe et XVIe siècles, l'autre, au donjon circulaire, construit entre le premier tiers du XIIIe et le début du XIVe siècle, protégé par une chemise de plan pentagonal présentant un éperon du côté de l'attaque. Ce donjon fut ruiné lors du siège de 1595.
Le château sert de résidence seigneuriale permanente jusqu'au XIXe siècle, mais aucun bourg ne se créé autour de lui, à cause de la proximité de la ville de Volvic.
À l'intérieur des logis, à voir notamment la présence d'anciens crépis, supports à graffitis, figurant une chasse au loup ou des obscénités, et sur le linteau d'une porte, un relief, martelé, représentant saint Georges terrassant le dragon.